# Demitrius Conger
Demitrius Conger, né le 29 mai 1990 à Brooklyn, New York, est un joueur américain de basket-ball. Il évolue au poste d'ailier.

## Biographie

### Carrière universitaire
En 2009, Conger rejoint l'Université de Saint Bonaventure où il joue pour les Bonnies pendant ses quatre années universitaires.

### Carrière professionnelle
Le 27 juin 2013, automatiquement éligible à la fin de son cursus universitaire, il n'est pas sélectionné lors de la draft 2013 de la NBA. Conger part en République Dominicaine pour jouer sept matches avec les Indios de San Francisco (en).
Le 11 septembre 2013, Conger part en Italie où il signe avec le Pallacanestro Lucca qui évolue en deuxième division italienne. En février 2014, il quitte Lucca après que le club ait été déclaré en banque route. En 23 matches avec Lucca en 2013-2014, il a des moyennes de 15,0 points, 6,4 rebonds et 1,3 passe décisive par match. En mars 2014, il s'entraîne avec les Roseto Sharks.
Le 12 août 2014, il signe avec le Paffoni Omegna pour une nouvelle saison en Serie A2 en Italie. En 30 matches avec Omagna, il a des moyennes de 13,6 points, 6,3 rebonds et 1,3 passe décisive par match.
Le 19 août 2015, Conger part en Grèce où il signe à l'Aries Trikala BC (en) en première division du championnat grec. En février 2016, il quitte Trikala et part en Israël, à l'Hapoël Tel-Aviv. En 17 matches avec Trikala, il a des moyennes de 16,3 points, 6,4 rebonds, 1,5 passe décisive et 1,5 interception par match. En 18 matches avec Tel-Aviv, il a des moyennes de 7,8 points, 4,4 rebonds et 1,6 passe décisive par match.
Le 27 juillet 2016, Conger part en Belgique pour jouer chez les Antwerp Giants en première division belge. En 42 matches durant la saison 2016-2017, Conger a des moyennes de 11,5 points, 4,2 rebonds et 2,1 passes décisives par match. En 12 matches de FIBA Europe Cup, il a des moyennes de 11,8 points, 4,4 rebonds et 1,8 passe décisive.
Le 11 août 2017, il signe en Australie avec les Illawarra Hawks pour la saison 2017-2018 de NBL. En 27 matches avec les Hawks, il a des moyennes de 19,7 points, 5,7 rebonds, 2,7 passes décisives et 1,1 interception par match. Il termine à la deuxième position des votes pour le titre de MVP de la saison mais fait partie du meilleur cinq majeur de la saison.
Le 2 mars 2018, il part en Espagne pour finir la saison 2017-2018 avec le Divina Seguros Joventut.
Le 6 août 2018, alors qu'il était courtisé par le BCM Gravelines-Dunkerque, il découvre un autre pays européen en rejoignant Le Mans Sarthe Basket en France. Le 10 novembre 2018, le club se sépare de Conger ; il proposait des statistiques de 10,9 points, 3,2 rebonds et 1,7 passe décisive en 27,4 minutes par match. Le 13 novembre 2018, il part chez les Adelaide 36ers première division australienne. Le 22 février 2019, pas qualifié pour les playoffs australiennes, il part jouer en Israël, à l'Hapoël Jérusalem.

## Statistiques

### Universitaires
| Saison    | Équipe            | Matchs | Titul. | Min./m | % Tir | % 3pts | % LF | Rbds/m. | Pass/m. | Int/m. | Ctr/m. | Pts/m. |
| --------- | ----------------- | ------ | ------ | ------ | ----- | ------ | ---- | ------- | ------- | ------ | ------ | ------ |
| 2009-2010 | Saint Bonaventure | 26     | 0      | 11,2   | 39,2  | 16,7   | 65,1 | 2,69    | 0,69    | 0,50   | 0,15   | 3,62   |
| 2010-2011 | Saint Bonaventure | 31     | 31     | 35,1   | 48,4  | 40,4   | 66,7 | 5,48    | 2,10    | 0,68   | 0,48   | 10,00  |
| 2011-2012 | Saint Bonaventure | 32     | 32     | 33,5   | 50,2  | 35,9   | 80,3 | 6,22    | 2,31    | 0,75   | 0,31   | 12,12  |
| 2012-2013 | Saint Bonaventure | 29     | 29     | 36,4   | 46,2  | 35,8   | 87,0 | 7,10    | 3,17    | 0,86   | 0,62   | 14,28  |
| Total     |                   | 118    | 92     | 29,7   | 47,3  | 35,7   | 77,7 | 5,47    | 2,11    | 0,70   | 0,40   | 10,22  |

## Clubs successifs
- 2013-2014 :
  - 2013 :  Indios de San Francisco de Macorís (en) (LNB)
  - 2013-2014 :  Pallacanestro Lucca (Serie A2)
- 2014-2015 :  Paffoni Omegna (Serie A2)
- 2015-2016 :
  - 2015-2016 :  Aries Trikala BC (en) (Greek Basket League)
  - 2016 :  Hapoël Tel-Aviv (Liga Ha'al)
- 2016-2017 :  Antwerp Giants (Belgian League)
- 2017-2018 :
  - 2017-2018 :  Illawarra Hawks (NBL)
  - 2018 :  Joventut Badalona (Liga ACB)
- 2018-2019 :
  - Août-Novembre 2018 :  Le Mans Sarthe Basket (Jeep Élite)
  - Novembre 2018-Février 2019 :  Adelaide 36ers (NBL)
  - Février 2019-avril 2019 :  Hapoël Jérusalem (Liga Ha'al)
- 2019-2020 :
- août 2019-mai 2020 :  Real Betis Baloncesto[6]

## Palmarès et distinctions

### Palmarès
- All-NBL First Team (2018)
- Vainqueur de la SuperCoupe de Belgique (2016)

### Distinctions personnelles
- 1 fois joueur de la semaine en championnat de Belgique[7].